# Tumbes (ciutat)
Tumbes és una ciutat del nord-oest del Perú, a la vora del riu Tumbes. És la capital tant de la regió, com de la província i el districte de Tumbes. Situada prop de la frontera amb l'Equador, Tumbes té 111.595 habitants el 2015. Rep els serveis de l'Aeroport de Tumbes. Es troba al golf de Guayaquil juntament amb Zorritos.

## Història

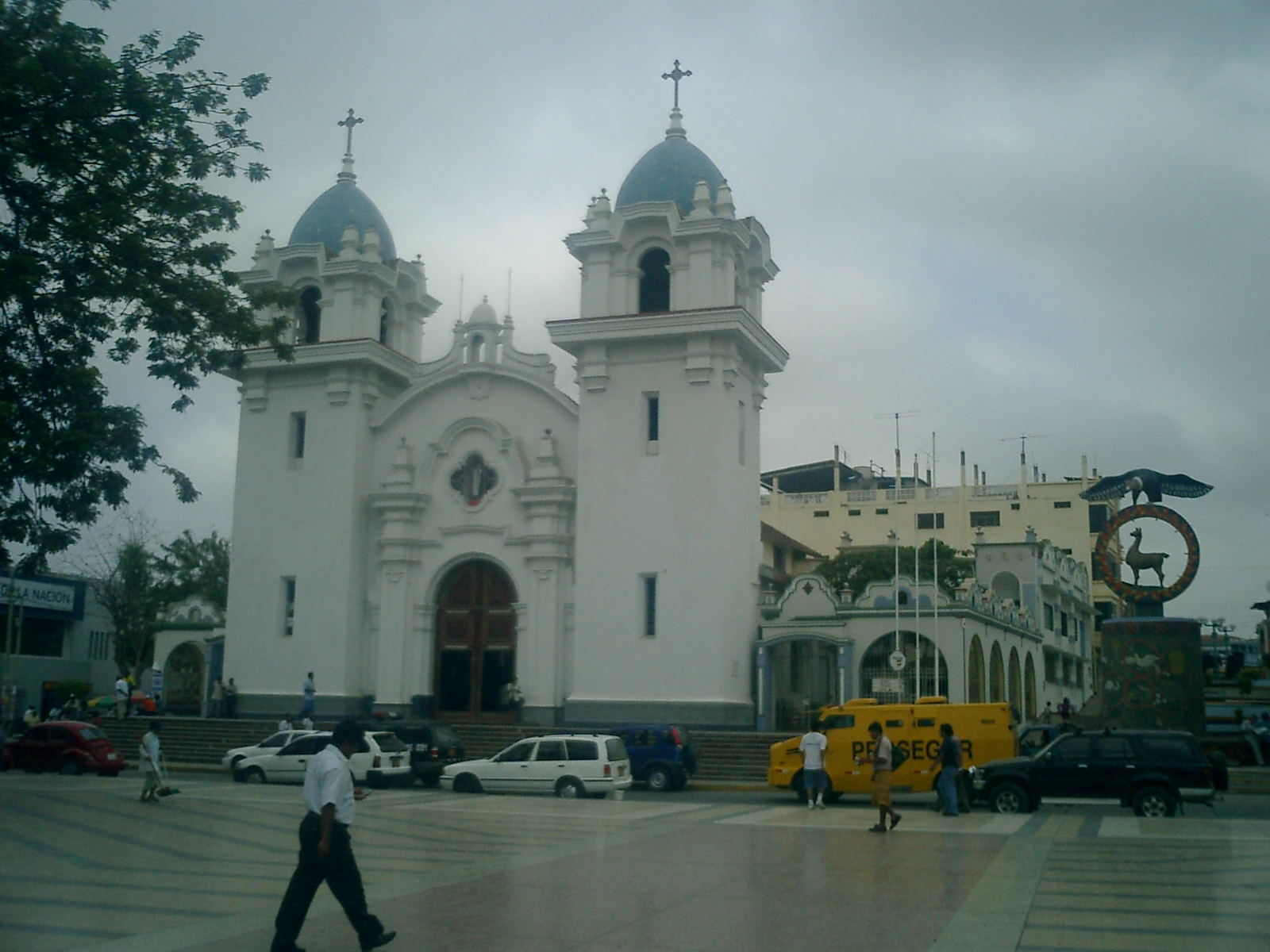
Catedral de Tumbes

Tumbes té els seus orígens en l'època preinca quan estava habitada per un grup cultural autòcton anomenat tumpis. En el seu punt àlgid s'estima que la seva població va arribar als 178.000 habitants. Després del 1400 l'Inca Pachacútec va governar Tumbes i el territori es va convertir en un important bastió polític durant l'Imperi Inca. Més tard l'emperador inca Huayna Cápac va ampliar Tumbes ordenant la construcció de camins, cases i palaus.
Tumbes rebé la visita del conqueridor espanyol Francisco Pizarro durant l'inici de la conquesta de l'Imperi Inca el 1528. Pizarro va fer una segona expedició el 1532 durant la qual va trobar la resistència del curaca (cap) Chilimaza en el que es va conèixer com la Batalla dels Manglars. A la fi Pizarro reeixí i es diu que va plantar una creu al territori envaït com a senyal de la victòria hispànica. Felipillo i Yacané, els primers intèrprets indígenes sud-americans que després van ajudar a Pizarro i als seus seguidors durant la conquesta del Perú, van néixer a Tumbes.

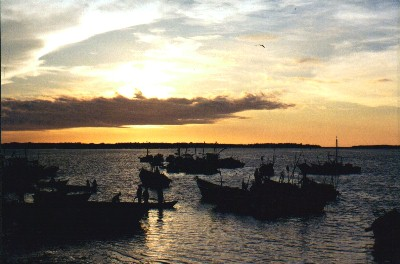
Port Pizarro

## Clima
Tumbes té un clima àrid càlid (Köppen BWh), tot i que rep una precipitació mitjana anual de 307.5 mil·limetres o 12.1 polzades, a causa del seu alt potencial d'evapotranspiració. Les precipitacions són molt variables a causa d'El Niño-oscil·lació austral (ENSO), amb els niños forts que sovint veuen més del doble de la pluja mitjana.